# Port lotniczy Ardabil
Port lotniczy Ardabil (IATA: ADU, ICAO: OITL) – port lotniczy położony w Ardabil, w ostanie Ardabil, w Iranie.